# Beautiful Encounter (Yan Yu)
"Beautiful Encounter (Yan Yu) 豔遇" é uma canção da cantora pop e mandopop taiwanesa Elva Hsiao, presente em seu décimo álbum em estúdio Diamond Candy, lançado pela gravadora EMI Music.

## Informações
Composta pelos americanos Michael Jay e Johnny Pedersen, a canção foi liberada às rádios de Taiwan como um single promocional do álbum Diamond Candy em 2010, logo após o lançamento do quinto single, "WOW", para manter as boas vendas de seu álbum enquanto preparava o trabalho seguinte, Miss Elva, que seria lançado em 24 de setembro daquele ano.

## Paradas
| Paradas (2010)   | Posições |
| ---------------- | -------- |
| Taiwan — G-Music | 27       |

## Versão de Wanessa Camargo
"Worth It" (em Português: Valer a Pena) é uma canção da cantora brasileira Wanessa Camargo, lançada como primeiro single do EP Você não Perde por Esperar. A música caiu na internet em 3 de setembro, sendo lançada oficialmente em 9 de setembro de 2010, sendo cantada totalmente em inglês.. Wanessa se apresentou no Caldeirão do Huck no dia 20 de novembro, cantando a canção. A canção teve seu pico como a sexta mais executada nas rádios do Brasil. 

### Vídeo musical
O videoclipe de "Worth It" traz Wanessa, acompanhada por dançarinos, dançando a música. A cantora e os dançarinos usam várias roupas diferentes ao longo do vídeo, alternando entre as cores preta, branca e vermelha, assim como o cenário de fundo. Efeitos especiais simulando borrifadas de tinta são incluídos em algumas cenas.. O vídeo foi liberado na conta de vídeos do Youtube da cantora no dia 16 de novembro e tem direção criativa de Luis Fiod e direção de fotografia de Henrique Gendre. Segundo Luis Fiod, diretor artístico, a ideia foi criar grafismo em uma trilogia das cores branco, vermelho e preto.